# Алкмин, Жозе Мария
Жозе́ Мари́я А́лкмин (порт. José Maria Alkmin; 11 июня 1901, Бокаюва, Минас-Жерайс, Бразилия — 22 апреля 1974, Белу-Оризонти, Бразилия) — бразильский государственный и политический деятель, вице-президент Бразилии в 1964—1967 годах.

## Биография
Родился в семье ливанского происхождения. В 1929 году Алкмин окончил Юридический факультет Белу-Оризонти. В 1934—1935 годах был федеральным депутатом от Минас-Жерайса, затем возглавлял Счётную палату родного штата. Позже был назначен министром юстиции и внутренних дел Минас-Жерайса. В 1945 году Алкмин вернулся в Конгресс в качестве депутата от Социал-демократической партии.
В 1951—1953 годах был министром финансов Минас-Жерайса при губернаторе Жуселину Кубичеке. Позже вновь заседал в Конгрессе. После победы Кубичек на выборах президента страны, Алкмин занял пост министра финансов Бразилии, на котором находился с 1 февраля 1956 по 24 июня 1958 года.
После военного переворота 9 апреля 1964 года Конгресс избрал Алкмина вице-президентом Бразилии. На этой должности он работал до 1967 года. Позже Алкмин был министром образования Минас-Жерайса, а в 1973 году вернулся в Конгресс, где заседал вплоть до своей смерти в 1974 году.